# 无人机地面控制站
无人机地面控制站（英语：UAV Ground Control Station，缩写为：UAV GCS）是一种关键性的技术设施，用于远程操控和监控各类无人机的运行和任务执行。通过无人机地面控制站，操作人员可以实时获取无人机的状态信息、传输数据、飞行路径规划以及遥感数据分析，从而有效地管理和指导无人机的飞行活动。

## 历史
无人机地面控制站的历史可以追溯到20世纪初，但其主要发展始于20世纪后半叶。最初，无人机地面控制站主要用于军事领域，用于侦察、监视、侦察和目标打击。随着航空技术和通信技术的进步，无人机地面控制站逐渐在民用领域得到应用，如农业、环境监测、灾害响应等。

## 类型和作用[1]

### 类型
无人机地面控制站可以根据其用途和规模分为不同类型。主要的类型包括：
1. 移动控制站： 可随无人机任务需求部署至不同地点，适用于需要快速反应和灵活部署的任务，如野战行动，紧急救援和灾害监测。
2. 固定控制站： 常驻在固定位置，通常用于长期的监测、侦察和科研任务。
3. 中枢控制站： 集中管理多个地面控制站和无人机，用于复杂任务的协调与管理。

### 作用
无人机地面控制站在多个领域中发挥着关键作用：
1. 军事应用： 用于军事侦察、目标跟踪和打击，减少人员风险，提高作战效能。
2. 民用领域： 用于农业监测、环境保护、自然灾害评估、搜救行动等，扩展了无人机在社会各个方面的应用。
3. 科研与探索： 用于科学研究、地质勘探和生态监测，提供了获取难以到达地区数据的方式。
4. 通信与数据传输： 作为中继站，用于扩展无人机的通信范围，实现远程控制和数据传输。

## 基本功能
无人机地面控制站要具备以下基本功能：
1. 飞行监控功能：无人机通过无线数据传输链路下载飞行器的当前状态和信息。地面站会保存所有飞行数据，并通过虚拟仪器或其他控件显示主要信息，供地面操作人员参考。同时，根据飞行器的状态，实时发送控制指令，控制无人机飞行。
2. 地图导航功能：根据无人机传输的经纬度信息，在电子地图上标记无人机的飞行轨迹。同时可以规划航点航线并观察无人机任务的执行情况。
3. 任务回放功能：根据数据库中存储的飞行数据，任务结束后，可以利用回放功能详细观察飞行过程的每一个细节，检查任务的表现。
4. 天线控制功能：地面控制站实时监测天线轴角；根据天线返回的信息，将天线归零，使其始终瞄准飞行器，跟踪无人机飞行。

## 系统结构

### 软件[2][3]
无人机地面站软件功能包括飞行监控、航线规划、任务回放、地图导航等，并支持多架无人机的控制和管理。无人机通过无线数据传输站与地面控制站进行通信，根据通信协议分析并显示接收到的数据，并将数据实时存储在数据库中。任务结束后读取数据库进行任务回放。它包括以下模块：

#### 导航数据库
导航数据库是无人机地面站系统极其重要的组成部分。航路点和航线信息、任务记录信息、系统配置信息以及历史飞行数据都存储在数据库中。在操作过程中，用户会频繁的使用到。

#### 交互界面
交互界面是基于MFC框架的对话框。在此对话框的基础上，添加了地图操作的ActiveX控件、虚拟航空仪表控件、菜单和基本的MFC控件。

#### 导航地图
地图导航模块根据飞行器发送的经纬度、海拔信息在地图上标记飞行器当前位置，同时标记飞行器的飞行轨迹。地图导航功能还支持飞行器居中、地图取航点、地图放大、缩小、漫游等功能。

#### 通信串口和协议
地面站实现多线程、多串口全双工通信，实时发送或接收数据会使用到通信串口和通信协议。

### 硬件
完整的无人机地面控制站通常由多个硬件设施组成，以支持无人机的操作、监控和通信。以下是一些常见的硬件设施组成部分：
1. 控制台： 控制台是操作员进行无人机控制和监视的主要界面。它通常包括显示屏、控制杆、按钮和触摸屏，用于执行任务、飞行计划和调整飞行参数。
2. 通信设备： 通信设备包括无线电台、卫星通信终端等，用于与无人机建立通信连接。这些设备使操作员能够发送指令、接收数据以及与无人机进行实时通信。
3. 数据链设备： 数据链设备用于传输传感器数据、图像、视频和其他信息。它们确保操作员可以实时获取无人机收集的数据，以便分析和决策。
4. 电源系统： 电源系统包括电池、发电机或其他电源装置，为地面控制站和相关设备提供电能。稳定的电源供应对保证地面控制站的可靠运行至关重要。
5. 天线系统： 天线用于接收和发送信号，包括控制信号、数据链信号和通信信号。地面控制站通常配备不同类型的天线以适应不同的通信需求。
6. 传感器设备： 传感器可以包括雷达、GPS接收器、气象传感器等。这些传感器提供了关于无人机周围环境和状态的实时数据，帮助操作员做出更准确的决策。
7. 地面站设备： 地面站设备包括设备支架、天线架、遮阳棚等，用于保护设备免受环境因素的影响，并确保操作员能够在舒适的环境中工作。
8. 计算机和服务器： 计算机和服务器用于处理和存储无人机数据，执行飞行计划和控制算法。这些设备通常配备高性能处理器和存储系统。
9. 图像设备： 图像设备通常用于监控无人机起降、飞行和任务执行过程。操作员可以通过摄像头实时观察无人机的状态。
10. 应急设备： 在一些情况下，地面控制站可能配备应急设备，如灭火器、急救箱等，以应对突发情况。

#### 便携式无人机地面控制站[4]
便携式无人机地面控制站是一种可以轻松携带和快速部署的控制系统，适用于需要灵活操作和迅速响应的场景。其硬件组成通常包括以下部分：
1. 控制台： 便携式地面控制站通常配备一个集成的控制台，包括显示屏、控制杆、按钮和触摸屏。操作员可以通过控制台执行飞行计划、控制飞行路径和调整参数。
2. 遥控器： 便携式地面控制站常常与无线遥控器结合，使操作员可以通过遥控器进行飞行操作和指令发送。
3. 数据链设备： 数据链设备用于实时传输图像、视频、传感器数据等。这样的设备确保操作员可以及时获得无人机所获取的信息。
4. 电源系统： 便携式地面控制站通常配备可充电电池，以供给控制站和相关设备供电。电池寿命和可充电性能对于长时间的操作至关重要。
5. 通信设备： 通信设备包括无线电台、卫星通信终端等，用于与无人机建立通信连接。这些设备确保了远程控制和指令传输的稳定性。
6. 天线系统： 为了获得更好的通信信号，便携式地面控制站通常配备天线系统。这有助于优化通信质量和信号覆盖范围。
7. 计算设备： 便携式地面控制站可能搭载嵌入式计算设备，用于处理和存储无人机数据，执行飞行计划和控制算法。
8. 支架和支撑设备： 为了提供舒适的工作环境，便携式地面控制站可能附带支架、支撑装置，以及防晒设备，确保操作员可以在户外环境中工作。
9. 包装和保护： 便携式地面控制站通常配备耐用的包装和保护设备，以保护控制站免受运输和环境影响。
10. 附件： 附件可能包括备用电池、充电器、数据线、工具等，以应对各种操作和维护需求。

## 优缺点

#### 优点
1. 安全性提升： 无人机地面控制站减少了人员直接参与飞行任务的风险，特别是在危险环境或高风险任务中。
2. 远程操作： 操作人员可以远程控制和监测无人机，克服地理距离限制，实现全球范围内的作业。
3. 高精度任务： 地面控制站配备先进的传感器和数据处理技术，使无人机能够执行高精度的任务，如定点清除、精准喷洒农药等。
4. 效率提升： 通过中央控制，多架无人机可以协同工作，提高任务执行效率。

#### 缺点
1. 技术依赖： 无人机地面控制站需要先进的通信和数据处理技术，一旦出现故障可能影响无人机任务。
2. 隐私问题： 在民用领域，无人机地面控制站的使用可能引发隐私和数据安全问题。
3. 初始投资高： 建设和维护无人机地面控制站需要昂贵的设备和人力资源投入。
4. 通信延迟： 在远程操作中，通信延迟可能影响对无人机的实时控制和响应。